# Axiom Verge
Axiom Verge est un jeu vidéo indépendant d'action-aventure conçu et développé par Tom Happ. Le jeu est édité le 31 mars 2015 sur PlayStation 4, et le 14 mai sur PC (Windows), Mac (OS X) et Linux. En 2016, le jeu est porté sur PlayStation Vita, Wii U et Xbox One et en 2017 sur Nintendo Switch. En octobre 2015, une version collector est éditée par IndieBox
Le système de jeu s'inspire de jeux comme Metroid,,,.

## Synopsis
L’histoire prend place en 2005. On suit le périple de Trace, un scientifique travaillant dans un laboratoire au Nouveau Mexique. Alors qu’avec ses collègues, il met en route une machine scientifique bardée de boutons, une anomalie se produit et le bâtiment s’effondre. Trace sent sa dernière heure venue, mais alors qu’il pense être mort, il se réveille dans un monde biomécanique très étrange dans lequel il entend une mystérieuse voix qui le guide. C’est ainsi que démarre la quête de Trace pour percer les secrets du mystérieux monde duquel il ignore tout.

## Suite
Une suite, nommée Axiom Verge 2, est annoncée le 10 décembre 2019. Le jeu sortira sur Nintendo Switch, mais ne paraîtra pas avant la fin de l'année 2020.